# Металургійна цінність руд і концентратів
Металургійна цінність руд і концентратів визначається змістом основного компонента, співвідношенням і хімічним складом рудних і нерудних мінералів, наявністю супутніх компонентів, гранулометричним складом, фізичними властивостями і витратами на збагачення. Узагальнюючим показником металургійної цінності руд є приведені витрати на виробництво 1 тонни металу з даного типу руд і концентратів, у які включені витрати на їх видобуток, збагачення, грудкування, транспортування і металургійний переділ.
Порівняльна цінність руд з урахуванням наведених витрат може бути охарактеризована показником металургійної цінності Мц, що являє собою відношення середньогалузевих наведених витрат на виробництво 1 т металу (Пот) до приведених витрат, отриманих при металургійному переділі даної руди, збагаченої до оптимального змісту в ній металу (Пi):
Мц = Пот / Пi
Показник металургійної цінності при постійних витратах на видобуток, грудкування, металургійний переділ знаходиться в прямій залежності від витрат на збагачення корисних копалин. Ці витрати враховуються складністю схем і методів збагачення, крупністю подрібнювання і дроблення і т. ін.
Важливим показником використання сировини в чорній металургії є наскрізне вилучення металу εс, що визначається як добуток ймовірностей послідовних подій:
εс = εдεзεпεв,
де εд , εз, εп, εв — відповідно вилучення металу при видобутку, збагаченні, плавці і використанні виплавленого металу. В порошковій металургії ця величина перевищує 75 %, в електросталеплавильному виробництві з застосуванням металізованих окатишів значно менше, а при традиційному процесі ледь перевищує 50 %. При виплавці сплавів марганцю і хрому наскрізне вилучення є найбільш низьким.